# Bathysolea polli
Bathysolea polli és un peix teleosti de la família dels soleids i de l'ordre dels pleuronectiformes.

## Morfologia
Té entre 42 i 44 vèrtebres.

## Distribució geogràfica
Es troba a les costes de l'Atlàntic Oriental (des del Senegal fins a Angola).